# Moya (Komoren)
Moya ist eine Siedlung auf der Komoreninsel Anjouan im Indischen Ozean. 2016 hatte der Ort ca. 7529 Einwohner.

## Geografie
Der Ort liegt im südlichen Bereich der Westküste zwischen Magnassini-Nindri-Pomoni (N) und Maouéni (S). Der Ort liegt auf einem Schuttkegel am Fuß des Col de Moya im Osten, von wo eine wichtige Verbindungsstraße aus dem Osten von Bandakouni herkommt.
In der Umgebung des Ortes münden die Flüsse Hajindza und Bamboujou in den Indischen Ozean. An den Rändern des Schuttkegels liegen die Buchten Hajanio (N) und  Maenrifa mit ihren Stränden. Im Ort befindet sich der Schrein Mkiriwadjumoi.

## Klima
Nach dem Köppen-Geiger-System zeichnet sich Moya durch ein tropisches Klima mit der Kurzbezeichnung Am aus. Die Temperaturen sind das ganze Jahr über konstant und liegen zwischen 20 °C und 25 °C.